# Oscar Loew
Oscar Loew (2 avril 1844 – 26 janvier 1941) est un chimiste allemand qui est conseiller étranger au Japon pendant l'ère Meiji.

## Biographie
Fils d'un pharmacien, Loew voit le jour à Marktredwitz en Bavière. Il suit les cours de l'éminent chimiste Justus von Liebig à l'université de Munich. Loew est assistant en physiologie végétale au City College of New York et participe à quatre expéditions dans les États du Sud-Ouest des États-Unis en 1882, avant de revenir à Munich où il travaille avec Karl Wilhelm von Nägeli. Loew devient professeur agrégé à l'université de Munich en 1886.
En 1893, il est recruté par le gouvernement de Meiji en tant que conseiller étranger et part travailler à Tokyo, où il reste jusqu'en 1898. Loew est enseignant à l'université impériale de Tokyo de 1893 à 1897, succédant à Oscar Kellner dans les cours d'agrochimie. Il forme de nombreux chimistes japonais, tel que Umetaro Suzuki. Durant ce séjour au Japon, il étudie les effets de la chaux sur les sols acides.
À l'expiration de son contrat en 1898, Loew s'installe à Washington et travaille au département de l'Agriculture des États-Unis à partir de 1900. Il étudie également l'influence du calcium et du magnésium sur le développement des plantes. Il travaille un court moment à Porto Rico et retourne à Munich en 1910, où il travaille indépendamment en s'occupant des problèmes bactériologiques des sols, avant d'accepter le poste de professeur en physiologie végétale et chimique à l'université de Munich en 1913.
Loew est un chercheur polyvalent, et réalise plusieurs ouvrages techniques importants sur la chimie organique et les enzymes. Il invente une méthode pour produire du méthanal avec du méthanol par oxydation avec l'oxygène atmosphérique et en utilisant un catalyseur en cuivre. Il propose le terme « catalase » pour les enzymes catalysant la dismutation de l'eau oxygénée. Son travail dans ce domaine porte sur des extraits de feuilles de tabac.
En 1892, Loew observe que le calcium et le magnésium pouvait être mortel chez les plantes quand il y avait excès pour le premier et manque pour le deuxième. Ce constat est important pour identifier le principe de capacité d'échange cationique, et facilite la tâche à William Albrecht (en) qui travaille sur une méthode d'interprétation des résultats des analyses de sol qui est maintenant largement utilisé dans l'agriculture durable,.
Loew meurt à Berlin en 1941. Il est enterré au cimetière de Lichterfelde.

## Œuvres
- Ein natürliches System der Gift-Wirkungen (1893)
- The Energy of Living Protoplasm (1896)
- The Physiological Role of Mineral Nutrients (1899)
- Curing and Fermentation of Cigar Leaf Tobacco (1899)
- Catalase: A New Enzyme of General Occurrence (1900)
- Physiological Studies on Connecticut Leaf Tobacco (1900)
- The Relation of Lime and Magnesia to Plant Growth (1901)
- L'Énergie chimique primaire de la Matière Vivante (1904, par Oscar Loew avec la collaboration de M.-Emm. Pozzi-Escot)
- Studies on Acid Soils of Porto Rico (1913)
- Der Kalkbedarf von Mensch und Tier. Zur chemischen Physiologie des Kalks (1924)
- Das Calcium im Leben der Haustiere, 1939